# ウェッデル島
ウェッデル島 (Weddell Island) とは南大西洋のイギリス領フォークランド諸島にある島である。

## 概要
なお、フォークランド諸島の領有を主張しているアルゼンチン側の呼び名ではスペイン語でイスラ・サン・ホセ島 (Isla San José) と呼んでいる。
フォークランド諸島の中では3番目に大きな島で、面積は254 km2である。人口は少ないが、島唯一の集落地のウェッデル (Weddell Settlement) に人が暮らし、牧羊をしながら生活をしている。またウェッデル島はアシカやペンギンなど野生動物が生息している。
島名は1800年代この島にやって来たイギリスの探検家ジェームズ・ウェッデルの名に因む。